# Arrondissement Saint-Jean-de-Maurienne
Saint-Jean-de-Maurienne is een arrondissement van het Franse departement Savoie in de regio Auvergne-Rhône-Alpes. De onderprefectuur is Saint-Jean-de-Maurienne.

## Kantons
Het arrondissement is samengesteld uit de volgende kantons:
- Kanton Aiguebelle
- Kanton La Chambre
- Kanton Lanslebourg-Mont-Cenis
- Kanton Modane
- Kanton Saint-Jean-de-Maurienne
- Kanton Saint-Michel-de-Maurienne

Na de herindeling van de kantons bij decreet van 27 februari 2014, met uitwerking op 22 maart 2015, zijn dat:
- Kanton Modane
- Kanton Saint-Jean-de-Maurienne
- Kanton Saint-Pierre-d'Albigny ( deel 12/26 )